# Azal rouge
L'azal rouge est un cépage noir originaire du nord-ouest du Portugal, spécifiquement de la région du Vinho verde. Il est recommandé pour la production de vins rouges de qualité. Historiquement, cette variété était cultivée en hautain, une méthode traditionnelle où les vignes sont soutenues par des arbres ou des échafaudages élevés. De nos jours, l'azal rouge est souvent conduit sur cruzeta, une forme de treillis.
Bien que l'azal rouge soit moins connu que son homologue blanc, l'azal branco, il partage certaines caractéristiques telles que l'adaptation aux conditions climatiques de la région et la capacité à produire des vins avec une bonne acidité. Les vins rouges issus de l'azal rouge sont appréciés pour leur fraîcheur et leur rusticité, souvent avec une légère effervescence caractéristique des vins de Vinho verde.